# Государственный музей городской скульптуры
Государственный музей городской скульптуры (сокр. ГМГС) — музей в Санкт-Петербурге, основанный в 1939 году, в сферу деятельности которого, помимо основных музейных мероприятий, также входит изучение, реставрация и охрана памятников монументального искусства, расположенных под открытым небом. Состоит из нескольких филиалов, ряда экспозиционных залов и многочисленных объектов, расположенных в черте Санкт-Петербурга и представляющих особую историческую ценность.

## История
- Свою историю Музей начинает в 1932 году, когда Лазаревское кладбище стало Музеем надгробных памятников (решение Президиума Ленинградского Совета по предложению Народного комиссариата просвещения)[2].
- К середине 1930-х годов Музею переданы здание Благовещенской церкви и Тихвинское кладбище, на территории которого в 1935 году создан Некрополь мастеров искусств.
- В 1939 году музею-некрополю отошли все лучшие городские памятники, и он был реорганизован в Музей городской скульптуры. С этого времени начинается активное пополнение отдельными экспонатами и объектами культурного наследия[3].
- В 1930-е годы в музей была перенесена часть надгробий Смоленского армянского кладбища.
- С начала 1970-х годах в рамках музея существует реставрационная мастерская по камню.
- Согласно распоряжению мэра Санкт-Петербурга № 712-р от 28 июля 1992 года «О порядке демонтажа памятников историко-революционной тематики на ведомственных территориях», предполагалось, что все демонтированные произведения, имеющие историческую и художественную ценность, будут поступать на хранение в Государственный музей городской скульптуры, что должно закрепляться специальным актом[4].
- В 2002 году в рамках музея открылся Новый выставочный зал в Чернорецком переулке, в котором регулярно проводятся выставки петербургских художников и скульпторов и организуются тематические экспозиции на основе музейных фондов[5].
- В 2013 году открылся новый филиал Музея — Мастерская М. К. Аникушина. Это многофункциональный культурный центр с мемориальной экспозицией и арт-пространством для современной выставочной деятельности.
- В 2012 году в ведение музея передана усадьба «Уткина дача» — объект исторического и культурного наследия федерального значения. После завершения комплексных реставрационных работ планируется приспособление под выставочную и научно-просветительскую деятельность.
- В 2021 году верхний храм Благовещенской церкви Александро-Невской лавры, где располагалась экспозиция «Знаки памяти», возвращён монастырю, а Музею городской скульптуры переданы в оперативное управление и в безвозмездное пользование помещения общей площадью более 400 кв. метров в здании по адресу: Невский проспект, дом 19[6][7].

## Структура музея

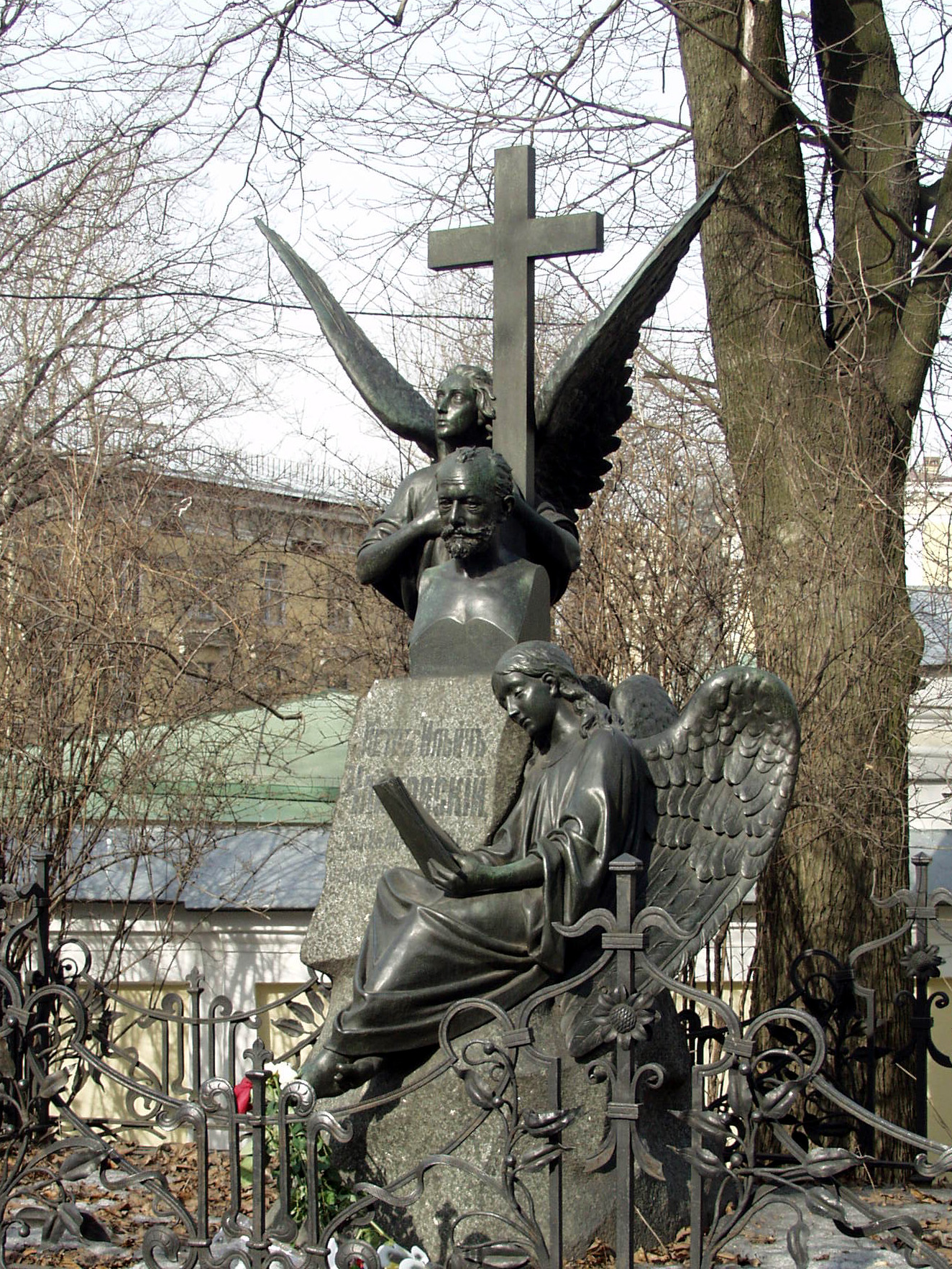
Могила П. И. Чайковского в Некрополе мастеров искусств

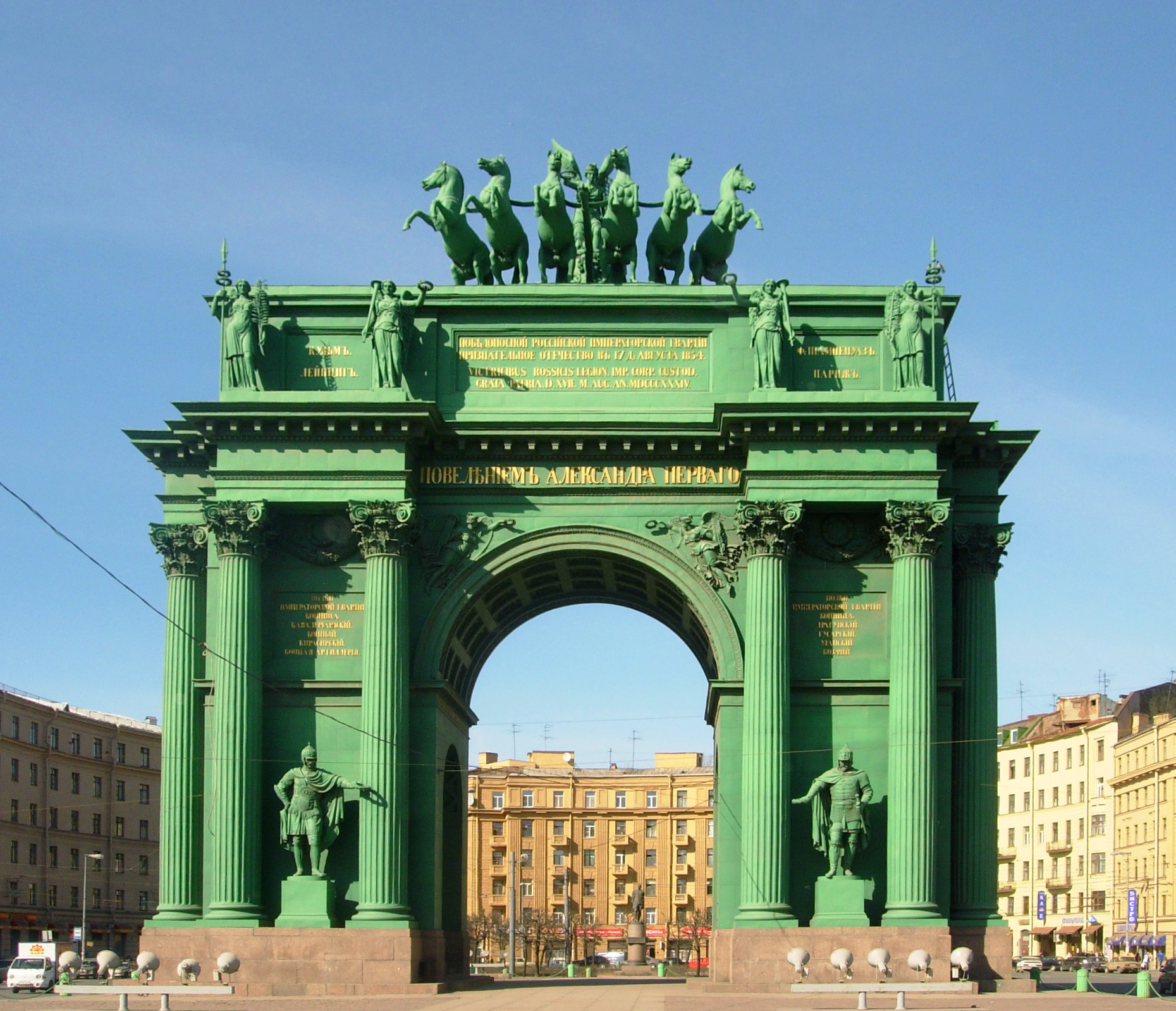
Нарвские триумфальные ворота

Государственный музей городской скульптуры в Санкт-Петербурге имеет сложную организационную структуру. Основная экспозиция музея располагается на территории Александро-Невской лавры, в её состав входят:
- Благовещенская церковь-усыпальница
- Лазаревская усыпальница
- Лазаревское кладбище — Некрополь XVIII века
- Тихвинское кладбище — Некрополь мастеров искусств с Выставочным залом

В число отделов и филиалов музея входят также:
- Литераторские мостки
- Нарвские Триумфальные ворота
- Мастерская М. К. Аникушина
- Новый выставочный зал

В число музейных объектов, помимо основных экспозиционных собраний, входят:
- Ростральные колонны
- Нарвские и Московские триумфальные ворота
- Сфинксы на пристани у Академии художеств
- Конные группы на Аничковом мосту
- памятники Петру I, Екатерине II, Николаю I, А. С. Пушкину, М. В. Ломоносову, А. В. Суворову.
- Более 1500 мемориальных досок.

Склады музея располагаются в Старо-Панове.

## Интересные факты
- В одном из экспозиционных залов музея размещается постоянная выставка «Монументальная скульптура Петербурга» (Лаврский проезд, д. 1). Экспозиция представляет собой самую крупную в Европе коллекцию моделей памятников, каждый из которых находится в ведении музея.
- Музей несколько лет подряд принимает участие в мероприятии «Ночь музеев»[9]
- 17 сентября 2010 года сотрудники Службы по текущему уходу и содержанию памятников СПбГУ «Государственного музея городской скульптуры» произвели профилактический осмотр и чистку памятника Петру I («Медный всадник») на Сенатской площади[10].